# Marnette Patterson
Marnette Provost Patterson (Los Angeles, 26 aprile 1980) è un'attrice e cantante statunitense.

## Biografia
È conosciuta per aver interpretato il ruolo di Nicole Farrell nella serie televisiva NBC Troppi in famiglia. Ha recitato anche nella sitcom della WB Movie Stars e nel film TV The Stalking of Laurie Show. Marnette ha anche recitato in vari film come Camp Nowhere (1994), American Party - Due gambe da sballo (2004), Pope Dreams (2005) e Cloud Nine (2006).
Nell'ottobre 2005 ha interpretato in un episodio del telefilm della WB Supernatural una giovane studente. Ha inoltre interpretato nel telefilm Streghe Christy Jenkins, una potente strega sorella maggiore di Billie, interpretata da Kaley Cuoco.

## Vita personale
Il 4 settembre 2011 ha sposato, con una cerimonia tenutasi in un ranch di Malibù, James Verzino, un consulente finanziario della Northwestern Mutual di Los Angeles. Hanno avuto due figli, un maschio, Hudson, e una femmina, London.
Patterson è alta 169 cm, ha i capelli biondi e ama gli animali, tant'è che ha avviato un gruppo di beneficenza in difesa degli animali chiamato Amanda Foundation.
I suoi hobby includono il canto, l'equitazione, l'escursionismo, il kickboxing e la cucina.

## Premi e nomination
Fu nominata nel 1997 per il "Young Artist Award" ai Young Artist Awards per "la migliore performance in una commedia di una giovane attrice" per il suo lavoro in Troppi in famiglia (1996).

## Filmografia parziale

### Cinema
- Nightmare V: Il mito (A Nightmare on Elm Street 5: The Dream Child), regia di Stephen Hopkins (1989)
- Sliver, regia di Phillip Noyce (1993)
- Vacanze a modo nostro (Camp Nowhere), regia di Jonathan Prince (1994)
- Final Vendetta, regia di René Eram (1996)
- Clover Bend, regia di Michael Vickerman (2001)
- American Party - Due gambe da sballo (Who's Your Daddy?), regia Andy Fickman (2004)
- Standing Still, regia di Matthew Cole Weiss (2005)
- Cloud 9, regia di Harry Basil (2006)
- Pope Dreams, regia di Patrick Hogan (2006)
- The Standard, regia di Jordan Albertsen (2006)
- Ghosts of Goldfield, regia di Ed Winfield (2007)
- Kush, regia di York Alec Shackleton (2007)
- Starship Troopers 3 - L'arma segreta (Starship Troopers 3: Marauder), regia di Edward Neumeier (2008)
- The Beacon, regia di Michael Stokes (2009)
- Sex Crimes 4 (Wild Things: Foursome), regia di Andy Hurst (2010)
- American Sniper, regia di Clint Eastwood (2014)
- Think Like a Dog, regia di Gil Junger (2020)

### Televisione
- La mamma è sempre la mamma (Mama's Family) – serie TV, episodio 3x13 (1986)
- Good Grief – serie TV, episodio 1x06 (1990)
- Under Cover – serie TV, 13 episodi (1991)
- Crescere, che fatica! (Boy Meets World) – serie TV, episodio 2x12 (1994)
- E vissero infelici per sempre (Unhappily Ever After) – serie TV, episodio 1x08 (1995)
- Quel pasticcione di papà (Something Wilder) – serie TV, episodio 1x14 (1995)
- Liz, la diva dagli occhi viola (Liz: The Elizabeth Taylor Story), regia di Kevin Connor – film TV (1995)
- Mamma in prestito (The Great Mom Swap), regia di Jonathan Prince – film TV (1995)
- Kirk – serie TV, episodio 1x03 (1995)
- Troppi in famiglia (Something So Right) – serie TV, 37 episodi (1996-1998)
- Una famiglia del terzo tipo (3rd Rock from the Sun) – serie TV, episodio 1x01 (1996)
- Tutti a casa di Ron (Minor Adjustments) – serie TV, episodi 1x09-1x10-1x18 (1996)
- Bayside School - la nuova classe (Saved by the Bell: The New Class) – serie TV, episodio 5x09 (1997)
- Odd Man Out – serie TV, episodio 1x03 (1999)
- Movie Stars – serie TV, 21 episodi (1999-2000)
- Il tocco di un angelo (Touched by an Angel) – serie TV, episodio 6x12 (2000)
- That '70s Show – serie TV, episodio 3x06 (2000)
- Amicizie pericolose (Rivals), regia di Norma Bailey – film TV (2000)
- Dead Last – serie TV, episodio 1x11 (2001)
- Nip/Tuck – serie TV, episodio 1x04 (2003)
- Run of the House – serie TV, episodio 1x03 (2003)
- Il mistero di Hamden (Secret Santa), regia di Ian Barry – film TV (2003)
- Cracking Up – serie TV, episodio 1x02 (2004)
- Supernatural – serie TV, episodio 1x05 (2005)
- I Finnerty – serie TV, episodio 3x12 (2005)
- Streghe (Charmed) – serie TV, 8 episodi (2006)
- Untitled Brad Copeland Project , regia di Roger Kumble – film TV (2006)
- CSI - Scena del crimine (CSI: Crime Scene Investigation) – serie TV, episodio 7x21 (2007)
- La chiave del sospetto (By Appointment Only), regia di John Terlesky – film TV (2007)
- LG15: The Resistance – serie TV, episodio 1x01 (2008)
- Dr. House - Medical Division (House, M.D.) – serie TV, episodio 6x10 (2009)
- The Mentalist – serie TV, episodio 3x19 (2011)
- Major Crimes – serie TV, episodio 4x13 (2015)

## Doppiatrici italiane
Nelle versioni in italiano delle opere in cui ha recitato, Marnette Patterson è stata doppiata da:
- Federica De Bortoli in Vacanze a modo nostro, Streghe
- Patrizia Mottola in Nip/Tuck
- Lilli Manzini in Think Like a Dog
- Perla Liberatori in American Party - Due gambe da sballo
- Connie Bismuto in American Sniper
- Roberta De Roberto in Major Crimes